# Joanna Szleszyńska
Joanna Szleszyńska (* 6. Mai 1978, verheiratete Joanna Łogosz) ist eine polnische Badmintonspielerin. 

## Karriere
Joanna Szleszyńska wurde 1999 erstmals polnische Meisterin. Weitere Titel folgten 2001 und 2002. 1999 nahm sie auch an der Weltmeisterschaft teil und siegte bei den Lithuanian International.

## Sportliche Erfolge
| Saison | Veranstaltung                     | Disziplin   | Platz | Name                                                                 |
| ------ | --------------------------------- | ----------- | ----- | -------------------------------------------------------------------- |
| 1995   | Polnische Einzelmeisterschaften   | Dameneinzel | 3     | Joanna Szleszyńska (SKB Suwałki)                                     |
| 1996   | Polnische Einzelmeisterschaften   | Dameneinzel | 3     | Joanna Szleszyńska (SKB Suwałki)                                     |
| 1996   | Polnische Einzelmeisterschaften   | Mixed       | 3     | Jacek Niedźwiedzki / Joanna Szleszyńska (SKB Suwałki)                |
| 1998   | Polnische Einzelmeisterschaften   | Dameneinzel | 2     | Joanna Szleszyńska (SKB Suwałki)                                     |
| 1998   | Polnische Einzelmeisterschaften   | Damendoppel | 3     | Małgorzata Jura / Joanna Szleszyńska (SKB Suwałki)                   |
| 1999   | Polnische Einzelmeisterschaften   | Damendoppel | 1     | Bożena Haracz / Joanna Szleszyńska (Technik Głubczyce / SKB Suwałki) |
| 1999   | Weltmeisterschaft                 | Dameneinzel | 33    | Joanna Szleszynska                                                   |
| 1999   | Lithuanian International          | Damendoppel | 1     | Katarzyna Krasowska / Joanna Szleszyńska                             |
| 1999   | Polnische Einzelmeisterschaften   | Dameneinzel | 3     | Joanna Szleszyńska (SKB Suwałki)                                     |
| 2000   | Polnische Einzelmeisterschaften   | Damendoppel | 3     | Barbara Kulanty / Joanna Szleszyńska (SKB Suwałki)                   |
| 2000   | Weltmeisterschaften der Studenten | Damendoppel | 3     | Kinga Rudolf / Joanna Szleszynska                                    |
| 2000   | Polnische Einzelmeisterschaften   | Dameneinzel | 3     | Joanna Szleszyńska (SKB Litpol-Malow Suwałki)                        |
| 2001   | Polnische Einzelmeisterschaften   | Damendoppel | 1     | Barbara Kulanty / Joanna Szleszyńska (SKB Suwałki)                   |
| 2001   | Polnische Einzelmeisterschaften   | Mixed       | 2     | Michał Łogosz / Joanna Szleszyńska (SKB Suwałki)                     |
| 2002   | Weltmeisterschaften der Studenten | Mixed       | 2     | Michal Logosz / Joanna Szleszyńska                                   |
| 2002   | Polnische Einzelmeisterschaften   | Damendoppel | 1     | Kamila Augustyn / Joanna Szleszyńska (Piast-b Słupsk / SKB Suwałki)  |
| 2003   | Polnische Einzelmeisterschaften   | Mixed       | 2     | Michał Łogosz / Joanna Szleszyńska (SKB Suwałki)                     |
| 2003   | Polnische Einzelmeisterschaften   | Damendoppel | 3     | Barbara Kulanty / Joanna Szleszyńska (SKB Suwałki)                   |
| 2004   | Polnische Einzelmeisterschaften   | Mixed       | 2     | Michał Łogosz / Joanna Szleszyńska (SKB Suwałki)                     |
| 2004   | Polnische Einzelmeisterschaften   | Damendoppel | 3     | Barbara Kulanty / Joanna Szleszyńska (SKB Suwałki)                   |
| 2005   | Polnische Einzelmeisterschaften   | Mixed       | 2     | Michał Łogosz / Joanna Szleszyńska (SKB Suwałki)                     |
| 2005   | Polnische Einzelmeisterschaften   | Damendoppel | 2     | Barbara Kulanty / Joanna Szleszyńska (SKB Suwałki)                   |
| 2006   | Polnische Einzelmeisterschaften   | Damendoppel | 3     | Barbara Kulanty / Joanna Szleszyńska (Azs Kraków / SKB Suwałki)      |
| 2006   | Polnische Einzelmeisterschaften   | Mixed       | 2     | Michał Łogosz / Joanna Szleszyńska (SKB Suwałki)                     |
| 2007   | Polnische Einzelmeisterschaften   | Mixed       | 2     | Michał Łogosz / Joanna Szleszyńska (SKB Suwałki)                     |
| 2008   | Polnische Einzelmeisterschaften   | Mixed       | 2     | Michał Łogosz / Joanna Szleszyńska (SKB Suwałki)                     |